# Geert Jan van Gelder
Gerard Jan Henk van Gelder (Amsterdam, 10 juni 1947) is een Nederlandse academicus die van 1998 tot 2012 de Laudiaanse hoogleraar Arabisch was aan de Universiteit van Oxford .

## Jeugd
Van Gelder groeide op in Amsterdam. Hij volgde zijn middelbare school aan het Vossius Gymnasium. 

## Opleiding
Van Gelder studeerde Semitische Talen aan de Universiteit van Amsterdam en werkte vervolgens van 1973 tot 1975 als bibliothecaris bij het Instituut voor het Moderne Nabije Oosten van de Universiteit. Van 1975 tot 1998 was hij docent Arabisch aan de Rijksuniversiteit Groningen en in 1982 promoveerde hij aan de Universiteit Leiden.

## Arabist
Tijdens de jaren 80 en 90, was Van Gelder een van de Cambridge Symposiasts, die elk oneven jaar samen kwamen om klassieke Arabische Poëzie te bediscussiëren, voornamelijk uit de pre-islamitische en vroeg islamitische periode. Andere leden van deze groep waren: John Mattock, Renate Jacobi, James Montgomery, Thomas Bauer en Arie Schippers. Van Gelder werd in 1994 benoemd tot lid van de Koninklijke Nederlandse Akademie van Wetenschappen. In 1988 werd hij benoemd tot Laudian Professor of Arabic aan de universiteit van Oxford.